# Міірмаєн (стадіон)
«Міірмаєн ялкапаллостадіон» (фін. Myyrmäen jalkapallostadion) — футбольний стадіон у місті Вантаа, Фінляндія, домашня арена ФК «ПК-35 Вантаа».
Стадіон побудований та відкритий у 2000 році потужністю 250 глядачів. 2002 року перебудовано трибуну, в результаті чого потужність збільшено до 2 050 місць. У 2007 році арену розширено до 4 700 місць, поле обладнано штучним газоном. 